# جورج بيكر (لاعب كريكت)
جورج بيكر (31 مايو 1838 - 2 يونيو 1870) (بالإنجليزية: George Baker)‏ هو لاعب كريكت بريطاني.

## وصلات خارجية
- جورج بيكر على موقع إي آس بي آن كريك إنفو (الإنجليزية)